# Charo (Huesca)
Charo es una localidad española situada en el municipio de La Fueva, en el Sobrarbe, provincia de Huesca, Aragón. Se encuentra asentada en el cerro de Charo o cerro de San Salvador, una sierra de 994 metros de altura rodeada por el río de Lanata y el barranco Usía.
Tenía una población de 32 habitantes en el año 2022.
Antiguamente era la capital del municipio del mismo nombre, hasta que fue absorbida por el antiguo municipio de Muro de Roda cerca de 1857.

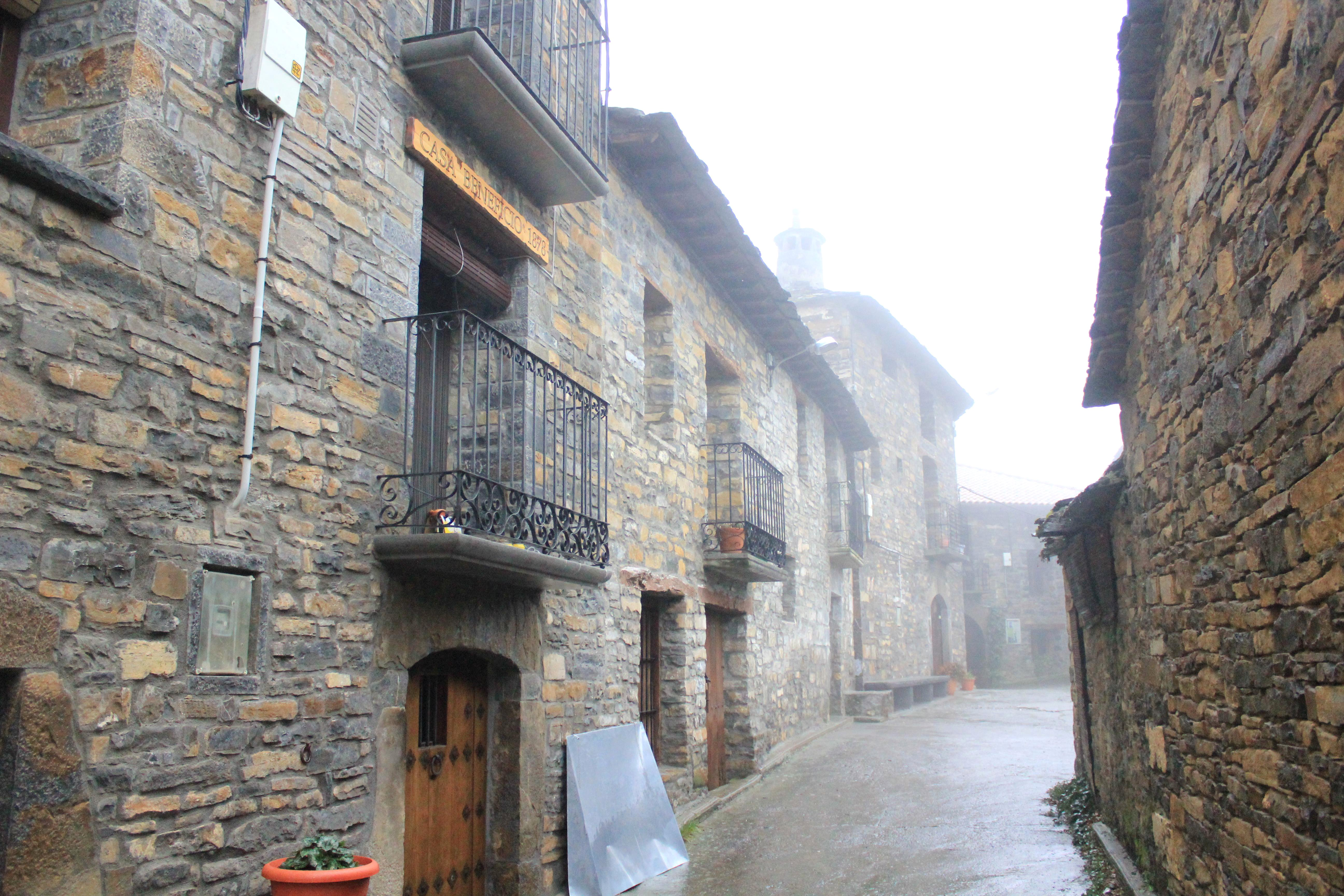
Vista de la calle

## Toponimia
Según Agustín Ubieto Arteta se escribía Iaro en 1098, Jaro en el fogaje de 1495 y 1496, las cuales son formas lógicas en la grafía medieval, que utilizaba la j o la i para representar el actual fonema ch. Aparece como Charo desde 1713.
Desde que el rey Sancho Ramírez lo otorgó en el siglo XI en propiedad al monasterio de San Victorián ha permanecido este lugar como posesión del mismo hasta la extinción del cenobio en 1872. En el censo de 1495 aparecía con catorce fuegos, ejerciendo los puestos de Bayle y Jurado los vecinos Galcerán de Fumanal y Joan de lo Pocino, siendo el resto de los apellidos Fontova, Buyl, Lueça, Lanau, Peralta, Coscoluela, Lo Puço y de La Cambra.[cita requerida]

## Geografía
Charo se encuentra en lo alto de un serrado del cerro homónimo, en las faldas al sudeste, por encima de La Fueva. Desde este lugar se ve Tierrantona por debajo, y todo el solano de Rañín con los cinco núcleos de población que tradicionalmente lo conforman: Rañín, Humo de Rañín, Alueza, Solipueyo y Buetas, en la cuenca del barranco de la Usía. 

## Historia
Está documentado con el nombre escrito como Jaro en los textos medievales, ya que la J era la grafía habitual para el fonema [tʃ] en aragonés medieval. Fue cabecera del municipio desde los primeros censos modernos en 1834 hasta su absorción en el municipio de Muro de Roda en el periodo 1842-1857.
También formaban parte de su municipio las aldeas históricas de Alueza y El Pocino, que junto con Charo se unieron a Muro de Roda. Posteriormente pasaron a La Fueva, al hacerlo Muro de Roda, en la década de 1960.
En el censo del año 1942 contaba con 119 habitantes en 16 hogares.

## Demografía
| 26 | 25 | 26 | 27 | 27 | 27 | 27 | 26 | 27 | 30 | 30 | 32 |

## Urbanismo
La localidad la forman dos barrios. El más alto es el nuevo y está formado por varias casas. El barrio viejo consta de una única carretera que lo atraviesa y otra que lo rodea por el lado este. Todas las casas se hallan entre estas dos carreteras, presentando la cara trasero a la carretera de afuera y la cara principal a la carretera interior. En este se encaran por el oeste algunas bordas que cierran la estructura de la población.
De una forma que recuerda mucho a la estructura de El Pueyo de Araguás. La entrada principal a la localidad es la que mira a la hoya de debajo y pasa por una arcada por debajo de la casal-fuerte principal (la Casa Baltasar) que por el límite exterior presenta una gran torre albarrana de cuatro pisos que servía para controlar el acceso. La otra entrada, la cual es menor, estaba por el lado donde está la primera iglesia, que aunque se trata de una construcción modesta del siglo XVI y en la actualidad se usa como borda, tiene aspilleras y algunas otras formas de defensa para cubrir la entrada al lugar por esa parte. Esta otra entrada, aunque en la actualidad está descubierta, conserva señales (una viga rota) que hacen pensar que antiguamente también podía estar cerrada con otra planta superior, formando una arcada.
La iglesia parroquial de Charo todavía funciona. Se trata de una construcción más tardana. Se encuentra apartada del poblado unas docenas de metros, en la bajante del serrado de cara a Aluján. Se cree que el campanario podría haber sido una torre guerrera antes que torre de la iglesia.

### Patrimonio
Su conjunto urbano, con una única calle orientada de norte a sur, es un ejemplo claro del románico aragonés.
Entre sus casas está:
- Casa Mora, con arco de medio punto en portada y escudo de los Villacampa en la clave
- La Abadía, contando con la capilla de San Salvador en su interior
- Casa Baltasar, antigua casa-fuerte del siglo XIII, atravesada por un paso abovedado de 12 metros de longitud, posee una torre de cinco plantas.
- Casa Cosculluela, antigua casa-fuerte de origen románico.

#### Iglesia de San Martín
Unos metros más abajo de la sierra se encuentra la iglesia de San Martín, de estilo románico del siglo XIII, de nave única con cabecero en semicírculo, bóveda de cañón y cuatro capillas repartidas a sus lados. Para entrar a la iglesia hay que pasar obligatoriamente por el cementerio.

## Festividades
- 1 de mayo, fiesta menor:[6] en honor a San Salvador, que se celebra junto con los vecinos de El Pocino y con Alueza.
- 6 de agosto: romería a la ermita de San Salvador,[6] que está en la cima del cerro de Charo.
- 11 de noviembre, fiesta mayor: en honor a San Martín.[6]

## Galería de imágenes

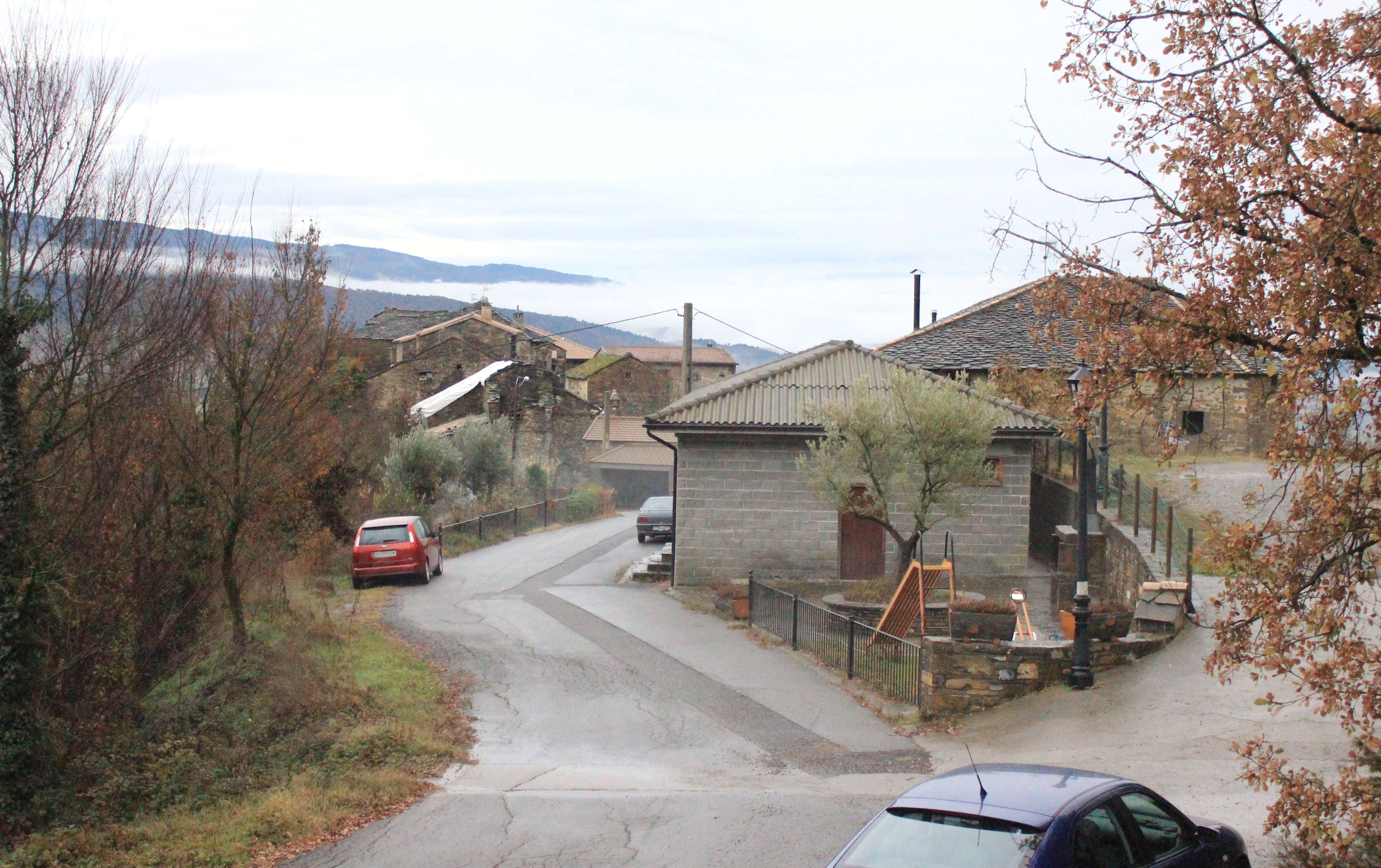
La actual entrada al lugar es por el lado contrario a como era el camino tradicional.
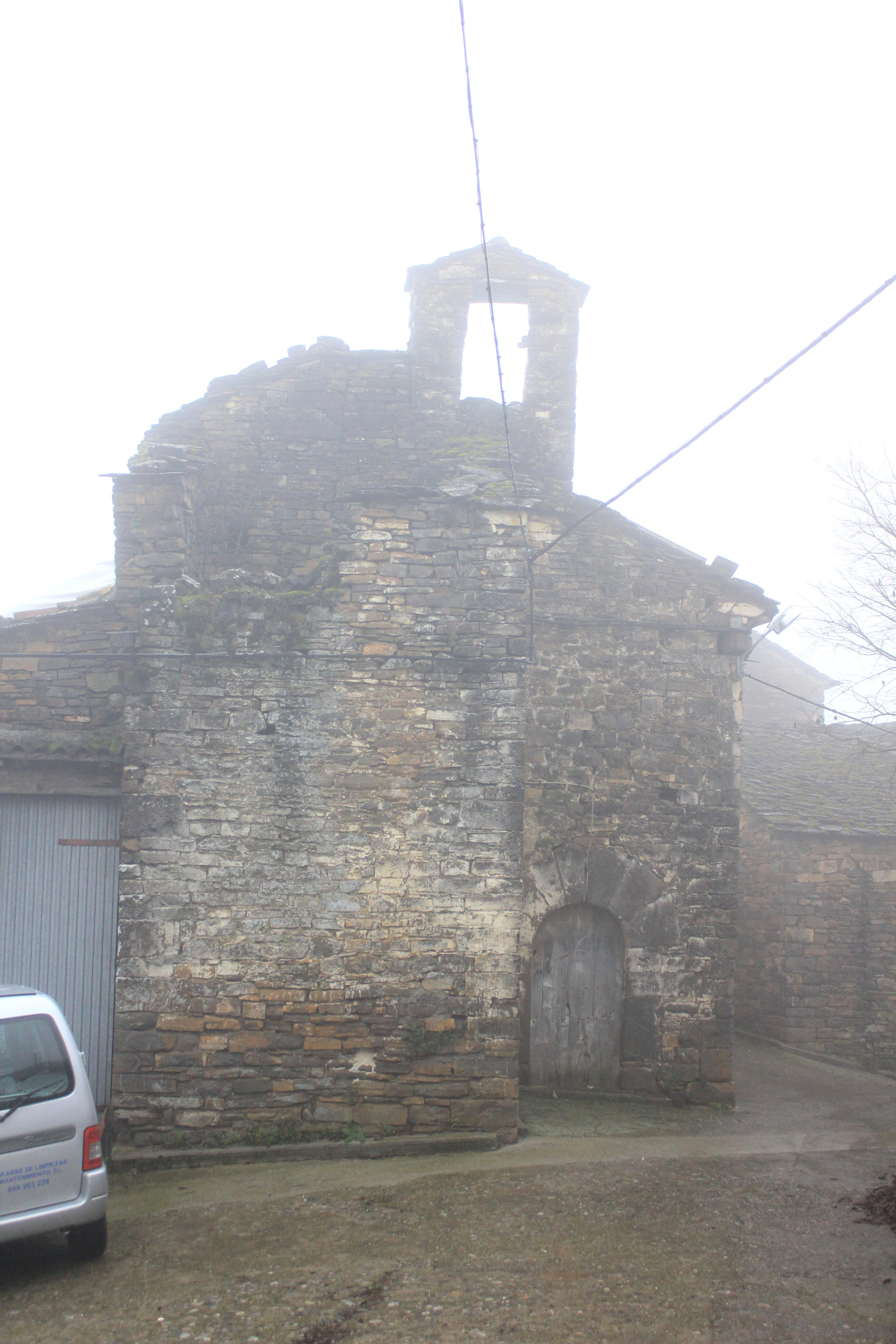
La iglesia vieja, actualmente en desuso.
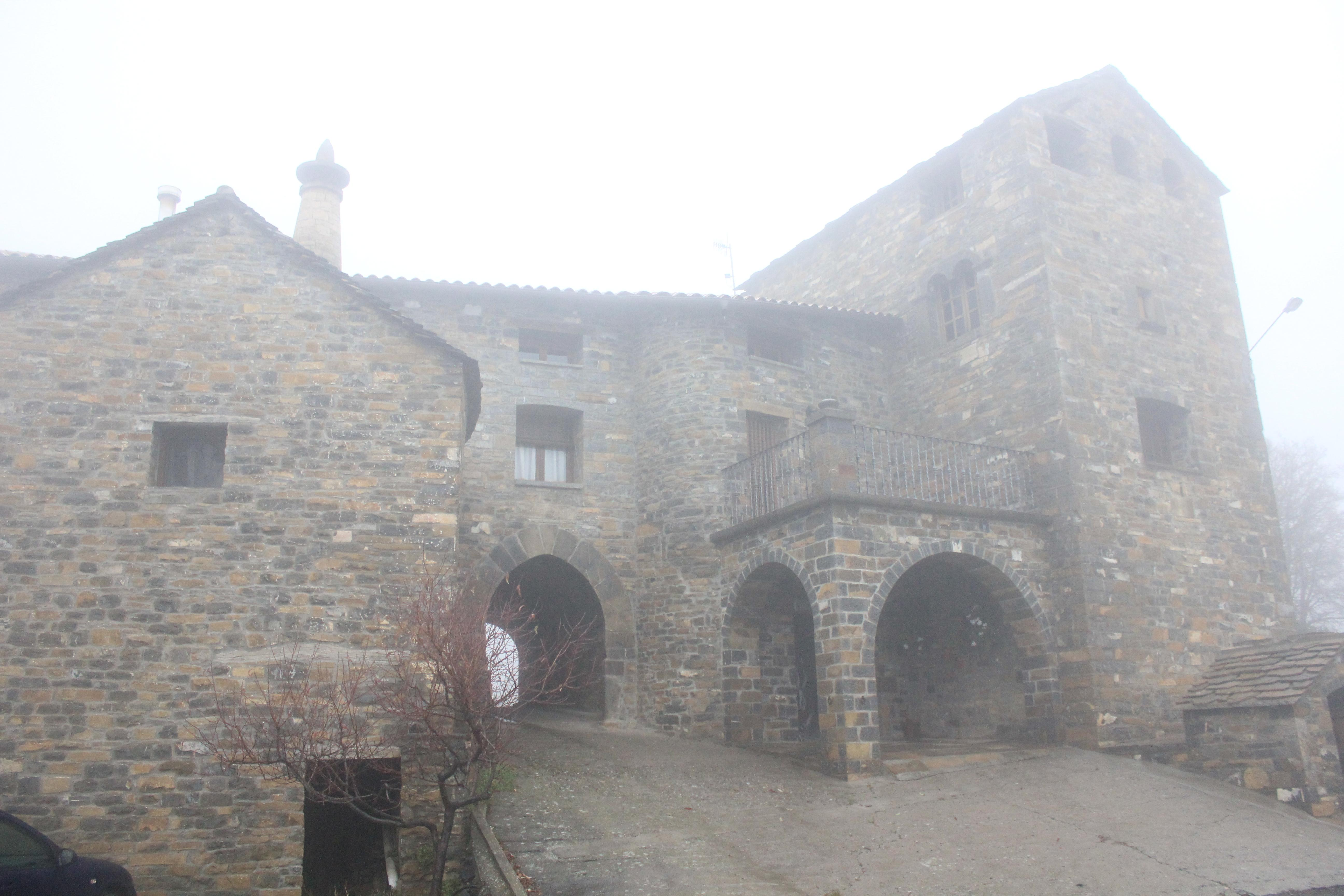
La Casa Baltasar guarda la entrada tradicional al lugar.
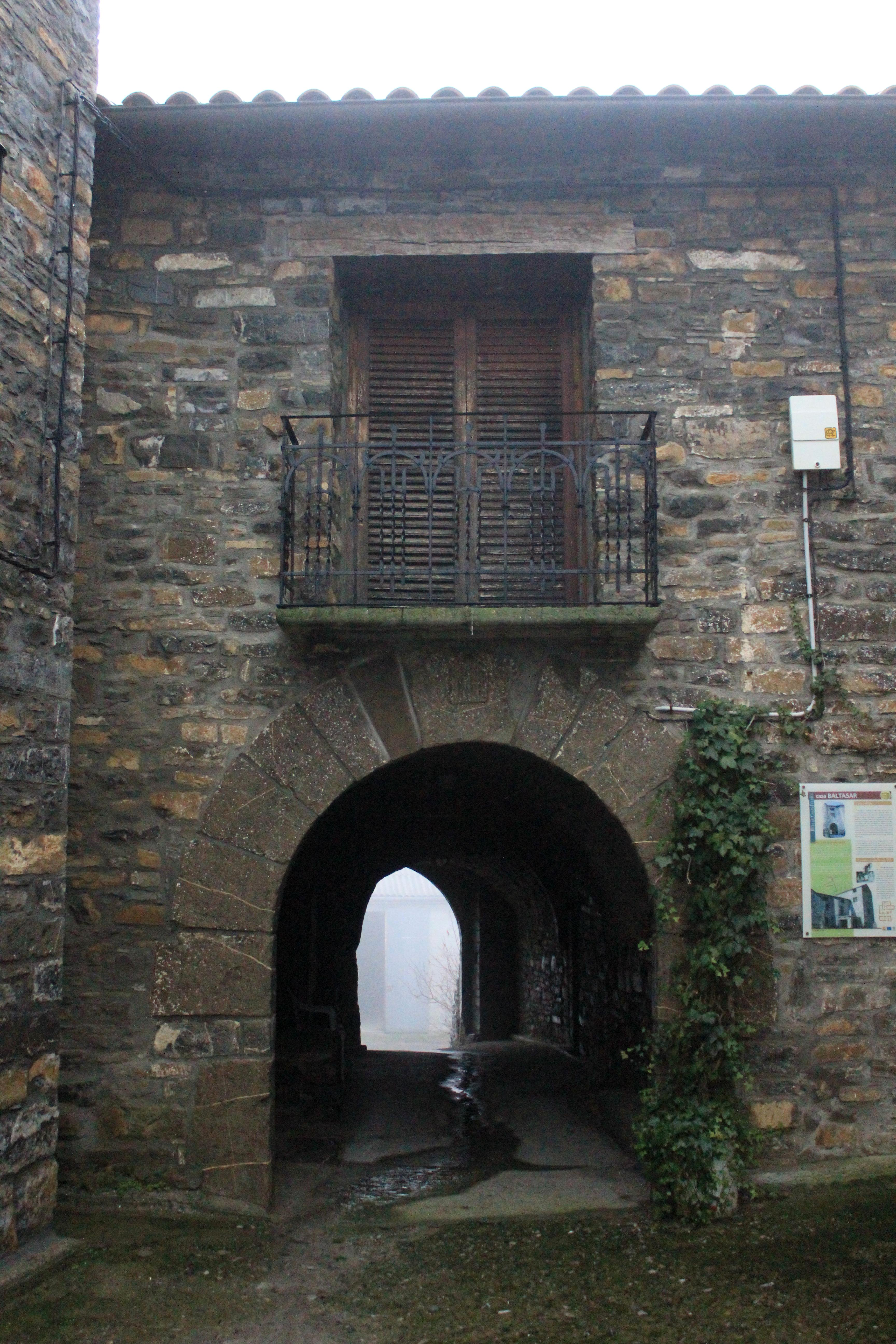
La arcada por debajo de la casa Baltasar.
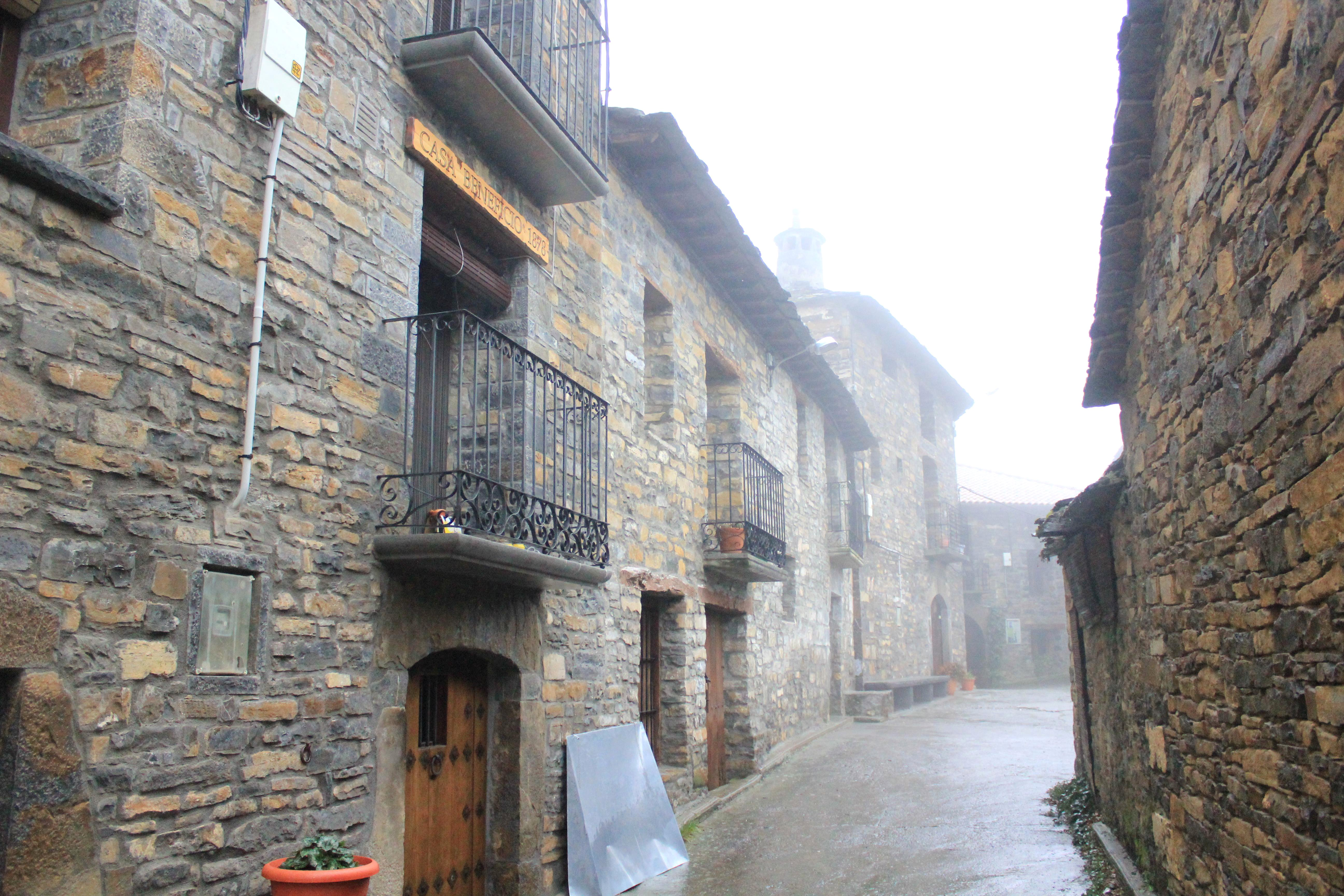
La única carretera del barrio viejo.
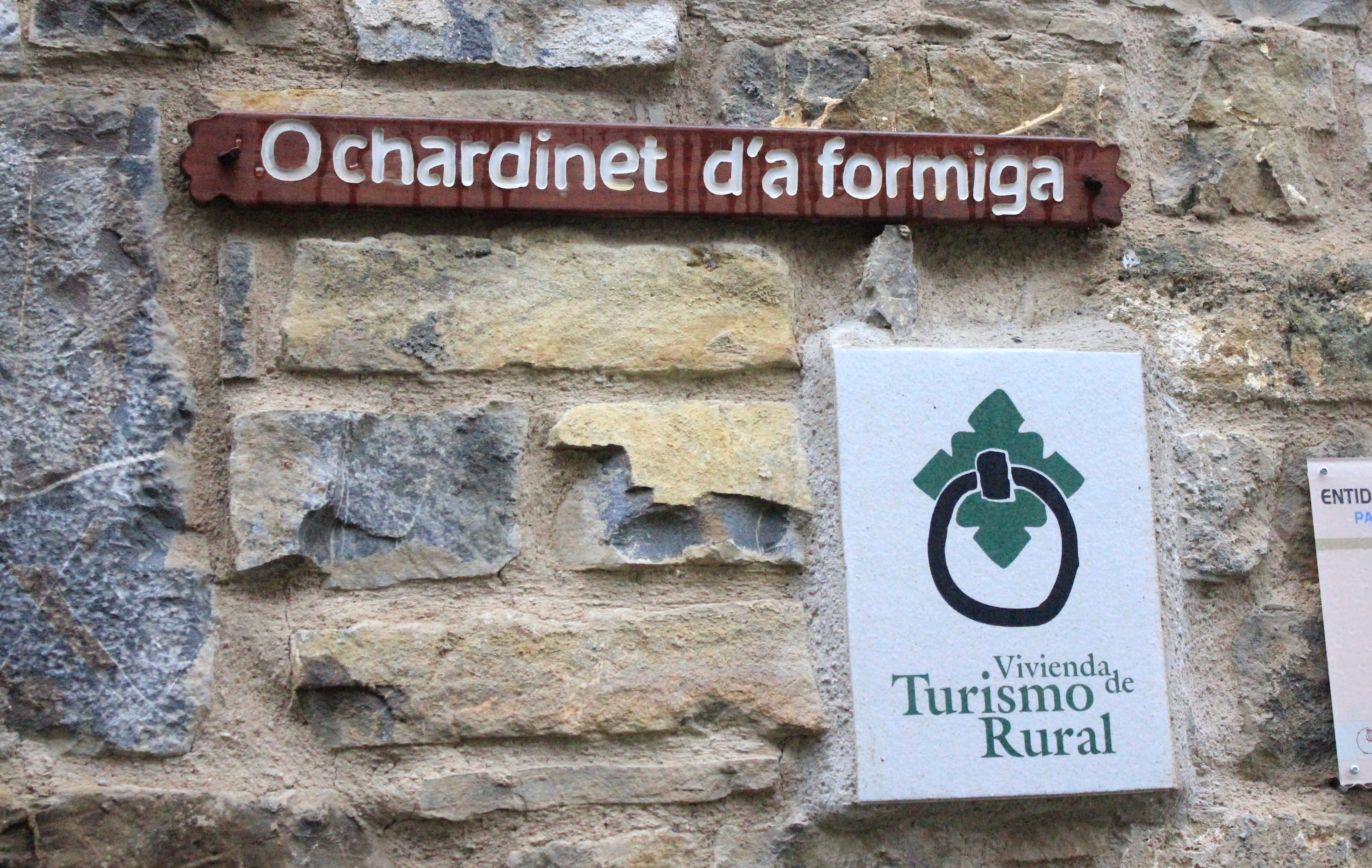
Una casa de turismo rural, con el nombre en aragonés.
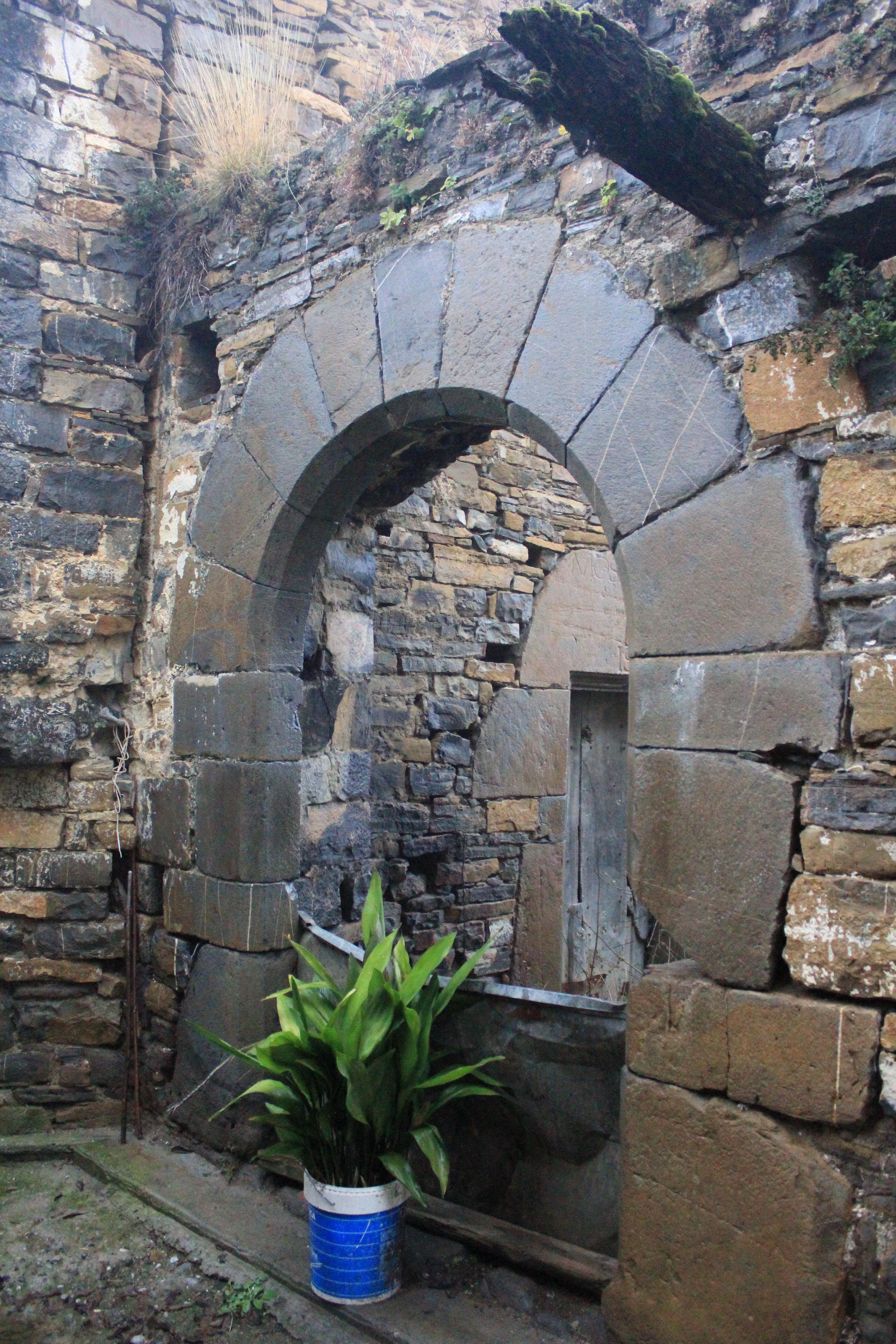
Una viga arqueada en el canto de la iglesia vieja hace pensar en otra arcada para defender por ese lado.
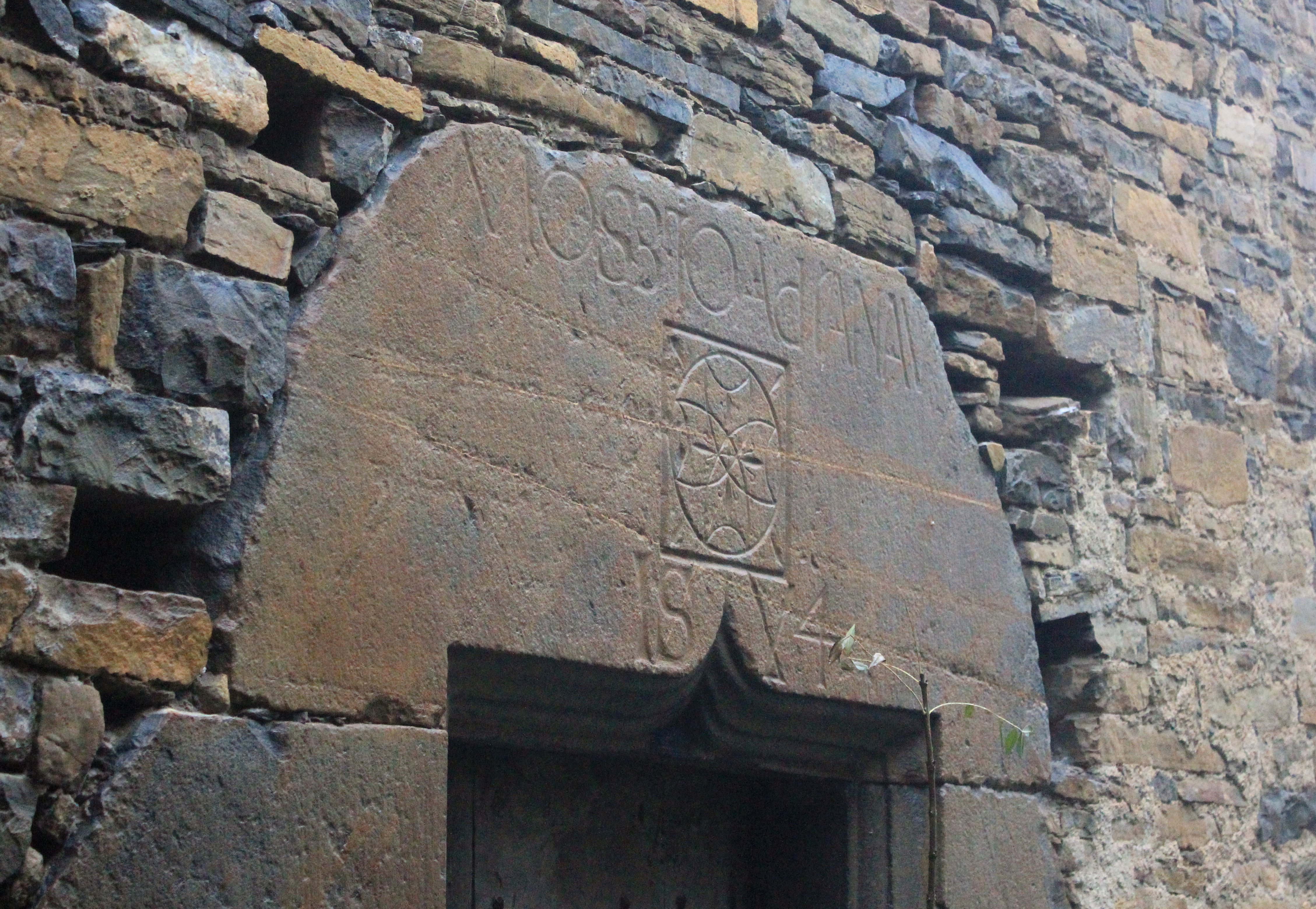
Inscripciones en la iglesia vieja (siglo XVI).